# Svezzamento
Lo svezzamento o divezzamento o meglio ancora alimentazione complementare, nei mammiferi, è il processo di sostituzione dell'alimentazione esclusiva a base di latte (allattamento), tipica delle prime fasi di vita, con quella caratterizzata dall'assunzione di altri liquidi e solidi.

## Lo svezzamento del neonato
Fino a qualche anno fa la pediatria si è impegnata a dare alle madri indicazioni precise per lo svezzamento dei lattanti in merito alla tempistica, alla qualità e alla quantità dei cibi, tale pratica sta decadendo in quanto non sono mai stati prodotti studi scientifici a supporto di questi metodi. 
L'Organizzazione mondiale della sanità (OMS) in una direttiva del 1998, pur non prendendo posizioni precise ed univoche sul tema, segnala come "è praticamente impossibile dare sufficienti quantità di ferro attraverso alimenti complementari non fortificati, se si vogliono rispettare le raccomandazioni (LARN/RDI/RDA) del periodo 6-11 mesi di vita, a meno di non somministrare al bambino quantità molto alte e totalmente irrealistiche di alimenti carnei".
Una delle tendenze attuali è quindi quella di evitare indicazioni precise, ma di invitare le madri (o chi si prende cura del bambino) ad ascoltare e seguire il proprio bambino, che meglio saprebbe ciò di cui ha bisogno, sia nei ritmi che nei cibi. Sulla stessa linea di tendenza si pone l'invito a non utilizzare alimenti speciali per lattanti, quali omogeneizzati, liofilizzati o simili. Resta fondamentalmente valido, qualunque sia il modello scelto, il consiglio derivato da OMS e UNICEF di non anticipare l'inizio dell'alimentazione complementare prima dei 5-6 mesi, momento in cui sotto diversi punti di vista - fisiologia gastrointestinale, maturazione immunitaria, sviluppo psicomotorio - il bambino è pronto all'introduzione di alimenti diversi dal latte materno; va tuttavia segnalato che, in contrasto a ciò, altre organizzazioni, sia scientifiche (come l'ESPGHAN, European Society for Paediatric Gastroenterology, Hepatology and Nutrition) che governative (come l'EFSA, European Food Safety Authority), considerano sicuro, non dannoso e perfino consigliabile un inizio anticipato al periodo 4-6 mesi.

## Uso del sale da cucina nello svezzamento del neonato
Non esiste nessuna controindicazione all'uso del sale nella dieta del bambino, il cloruro di sodio oltretutto è di per sé già naturalmente contenuto negli alimenti naturali.
Per l'alimentazione del bambino l'Organizzazione Mondiale della Sanità consiglia l'uso del sale da cucina nelle medesime quantità utilizzate comunemente per insaporire le pietanze.
Test di laboratorio hanno dimostrato che anche in alte quantità il sale nei primi mesi di vita non innesca nessun meccanismo ipertensivo.
Nonostante ciò, i medici pediatri solitamente raccomandano cautela nell'utilizzo di sale da cucina aggiunto nei cibi dei neonati e dei bambini dei primi anni di vita: sia perché il meccanismo di sensibilità al sodio è dose-dipendente (per lo stesso motivo sono da consigliare dentifrici privi di sodio), ciò significa che alimenti per noi "normalmente salati" risultano "troppo salati" per le prime fasce d'età, sia per motivi di educazione alimentare. 

## Lo svezzamento in psichiatria
In psichiatria, il termine indica le pratiche di disintossicazione che tendono a eliminare in un individuo l'assuefazione a sostanze (naturali o sintetiche) che hanno generato una tossicodipendenza.